# 6713 Коґґі
6713 Коґґі (6713 Coggie) — астероїд головного поясу, відкритий 21 травня 1990 року.
Тіссеранів параметр щодо Юпітера — 3,482.